# Asediul Sucevei
Asediul Sucevei a avut loc între 21 august - 9 octombrie 1653. Cetatea a fost apărată de cazacii lui Timuș Hmelnițki, ginerele lui Vasile Lupu, și a fost ultimul episod din timpul luptelor pentru tron dintre oștile domnitorului Vasile Lupu și cele ale lui Gheorghe Ștefan, pretendent la tronul Moldovei. Cetatea suferă grave avarii și în cele din urmă este cucerită, iar hatmanul cazac este rănit grav și moare sub zidurile cetății la 15 septembrie 1653.

## Context
Cetatea a fost construită în a doua jumătate a secolului al XIV-lea de domnitorul Petru I și apoi reconstruită ulterior de Ștefan cel Mare (Secolul XV). Suceava a fost capitala Principatului Moldovei până în 1565, cînd a fost strămutată la Iași. Însă a rămas drept reședință a domnitorilor, fortificațiile sale fiind în stare bună.  
Cetatea Sucevei făcea parte din sistemul de fortificații construit în Moldova la sfârșitul secolului al XIV-lea, în momentul apariției pericolului otoman. Sistemul de fortificații medievale cuprindea așezări fortificate (curți domnești, mănăstiri cu ziduri înalte, precum și cetăți de importanță strategică) în scop de apărare, întărite cu ziduri de piatră, valuri de pământ sau având șanțuri adânci. 
Potrivit diferitelor surse privind garnizoana inițială a Sucevei. Se estimează cifre între 140 la 2200 de soldați. Ultima cifră, probabil, exagerată, dar având în vedere că în Suceava se aflau rămășițele oștii lui Vasile Lupu, după înfrângerile de Valea Seacă și Sârca, am putea presupune că garnizoana ar putea număra aprox. o mie de ostași moldoveni. În plus, cetatea avea 70 de tunuri.
După înfrângerea de la Sârca și pierderea Iașului Vasile Lupu și-a dat seama că Suceava este punctul cheie al eforturilor sale de a păstra tronul. Prin urmare, înainte de fugi în Ucraina, la apropiatul său, hatmanul Bogdan Hmelnițki, el a ordonat ca cetatea să fie apărată cu orice preț.

## Asediul
Pe 21 august 1653 armata lui Gheorghe Ștefan a ajuns la Suceava și a încercat să atace tabăra cazacilor aflată sub zidurile cetății. Această încercare a eșuat, deoarece în câteva zile apărătorii au construit fortificații solide.
Odată cu începerea asediului. Tătarii (2000), care au venit cu Timuș, au pus condiția să părăsească cetatea, cât timp mai au încă încă cai. Timuș Hmelnițki nu a fost de acord și a ucis un murza tătar, însă pe 25 august toți tătarii au părăsit tabăra și au fugit din Suceava, prin Cernăuți la Moghilău. Cu Timuș au rămas doar 300 tătari, 1.500 de moldoveni și cca. 4.500 de cazaci.
Până cînd cetatea nu era complet blocată, Timuș a făcut ieșiri bruște prădând pământurile și perturbând inamicul. Nu întotdeauna însă aceste atacuri sau încheiat cu rezultat pozitiv, astfel în timpul unui atac asupra Dragomirnei un detașament cazac a fost anihilat în totalitate.
Armata aliaților în prima lună de asediu număra doar 3.000-4.000 de infanteriști și dragoni, însă în septembrie a venit detașamentul lui Henryk Denhoff cu 600 de dragoni polonezi și 6 tunuri. Spre sfârșitul asediului, la Suceava au ajuns încă 800 de cavaleri polonezi. De asemenea a venit și Gheorghe Rákóczi cu detașamente transilvănene, astfel încât, până la sfârșitul lui octombrie numărul trupelor aliate a ajuns până la 20.000-25.000 de soldați.
După ce a început asediul Timuș a trimis o scrisoare tatălui său, Bogdan Hmelnițki, pentru a cere ajutor. Pe 29 august Hmelnițki a primit cu îngrijorare scrisoare, care solicita întăriri. Cu toate că acesta avea 10.000 de soldați în Cihirin, de teama unui atac din parte polonezilor nu a îndrăznit să trimită forțe de mari dimensiuni la Suceava (câteva mii de cazaci nu ar putea salva situația). Prin urmare, Timuș a decis să ție apărare până vor sosi ajutoarele.
De asemenea există relatări potrivit cărora, Bogdan Hmelnițki a încercat să-și ajute fiul trimițând soli la Istanbul și la hanii Crimeii, pentru ai ajuta pe cei asediați, însă fără vreun rezultat.

### Escapada și asaltul
Odată ce impactul blocadei a devenit vizibil: produsele, praful de pușcă, apa se terminau. Timuș Hmelnițki a încercat să iasă de sub asediu. Acesta a format un grup de atac, numărând până la 5.000 de ostași, și a atacat pozițiile transilvanienilor. Moldo-cazacii au reușit să rupă rândurile, și chiar să acapareze câteva tunuri, însă contraatacul aliaților le-a respins înaintarea mai departe. Escapada cazacilor i-a inspirat pe comandanții aliaților să pună în acțiune asaltul general asupra cetății. 
Pe 12 septembrie în timpul asaltului, Timuș Hmelnițki a fost rănit în șold, moare pe 15 septembrie de cangrenă, iar peste trei zile vestea s-a răspândit și în tabăra adversă. În cele din urmă asaltul (cu mari pierderi de ambele părți) nu a reușit.

### Armistițiul
Armistițiul dintre Gheorghe Ștefan, aliații lui și apărătorii cetății, a avut mai multe condiții. Comandantul cetății a jurat că nici el, nici cazacii nu vor lupta împotriva domnitorilor, Moldovei, Țării Românești și Transilvaniei, vor ceda trezoreria lui Lupu, iar pământurile boierilor loiali și ale lui Timuș Hmelnițki, vor fi cedate mercenarilor germani și tătari, care au luptat în Suceava. Comandamentul moldo-căzăcesc, nu a fost de acord cu condițiile negocierii, însă de curând au sosit și întăririle din parte transilvănienilor conduși de Ioan Kemény, care a sosit la începutul lunii octombrie și a adus arme de asediu, declanșând un bombardament asupra cetății.
Pe 8 octombrie negocierile au fost reluate, iar pe 9 octombrie acordul a fost semnat. Cazacii au lăsat toate armele (cu excepția muschetelor) inclusiv, șapte tunuri de câmp, peste 50 de "arme grele", mai multe steaguri de luptă, au trebuit și să jure credință noului domnitor. De asemenea garnizoana (moldovenească) a Sucevei și boierii au fost iertați de Gheorghe Ștefan.
După încheierea asediului Gheorghe Ștefan, Matei Basarab și Gheorghe Rákóczi au accelerat negocierile cu Polonia privind o acțiune comună împotriva lui Bogdan Hmelnițki. Devenind o perspectivă reală stabilirea unei coaliții largi anti-căzăcești. Însă aceasta nu a avut izbândă în cele din urmă.

## Legături extene
- uc  Campania lui Timuș în Muntenia, Bătălii